# Funaria altissima
Funaria altissima är en bladmossart som beskrevs av Hugh Neville Dixon 1931. Funaria altissima ingår i släktet spåmossor, och familjen Funariaceae. Inga underarter finns listade i Catalogue of Life.